# Zarszyn (stacja kolejowa)
Zarszyn – stacja kolejowa w Zarszynie, w województwie podkarpackim, w Polsce, na linii Stróże – Krościenko. Znajdują się tu 2 perony. Stacja jest obsługiwana przez pociągi dalekobieżne PKP Intercity oraz pociągi spółki Regio spółki Polregio.

## Ruch pasażerski
| Rok  | Wymiana pasażerska na dobę |
| ---- | -------------------------- |
| 2017 | 0-9                        |
| 2022 | 10-19                      |

## Połączenia
- Jasło
- Zagórz